# Eleutherodactylus atkinsi
Eleutherodactylus atkinsi es una especie de rana de la familia Eleutherodactylidae.

## Distribución geográfica
Es endémica de Cuba (incluida la isla de la Juventud).